# Albert Oppenheimer

Albert Oppenheimer

Albert Oppenheimer (geboren am 13. Januar 1814 in Braunschweig; gestorben am 11. Januar beziehungsweise 11. Juni 1897 ebenda) war ein deutscher Bankier jüdischen Glaubens.

## Leben
Albert Oppenheimer war der Sohn von Lehmann Oppenheimer (1782–1849) und dessen Frau Betty, geb. Lax (1787–1867). Lehmann war der Sohn des nach Braunschweig eingewanderten Schutzjuden Levin Daniel Oppenheimer (1738–1826).
Albert Oppenheimer trat 1842 in das Unternehmen seines Vaters, das Bankhaus Oppenheimer, ein und übernahm 1850 dessen Leitung zusammen mit seinem Bruder August (1816–1878). Darüber hinaus war er Pächter der Braunschweigischen Landeslotterie.
Ab 1862 war er der Repräsentant der jüdischen Gemeinde Braunschweig und von 1868 bis zu seinem Tode 1897 auch deren Vorsteher.

### Bankhaus Oppenheimer
Levin Daniel Oppenheimer hatte in der Stadt ein Geldwechselgeschäft betrieben, für das sein Sohn Lehmann 1797 eine Konzession erhielt. Unter dessen Sohn Albert entwickelte sich das 1853 daraus hervorgegangene Bankhaus „Lehmann Oppenheimer & Sohn“ in der Breiten Straße (Assekuranznummer 775) durch seine zahlreichen Unternehmensbeteiligungen sowie städtebauliche Entwicklungsmaßnahmen zu einem wichtigen Faktor im Wirtschaftsleben der Stadt Braunschweig. Im Mai 1900 zog die Bankzentrale von der Breiten Straße in die Dankwardstraße 2 um. 1932 schließlich wurde das Bankhaus Oppenheimer als Folge der Deutschen Bankenkrise von der Commerz- und Privatbank AG, der späteren Commerzbank übernommen. Die Bank unterhält noch heute eine Filiale in dem Gebäude.

### Familie

Rosalie Oppenheimer, geb. Levin (1824–1911), Ehefrau von Albert Oppenheimer.

Ab 1847 war Albert Oppenheimer mit Rosalie, geb. Levin (21. März 1824 in Berlin – 8. Juni 1911 in Braunschweig) verheiratet. Zusammen hatten sie die fünf Töchter: Berta (1848–1939), verheiratet mit dem Bankier Karl Magnus; Elisabeth (geb. 1850), verheiratet mit dem Kaufmann Michels aus Hannover; Anna, verheiratet mit dem Kaufmann Robert Jasper aus Braunschweig; Minna (geb. 1854), verheiratet mit dem Wiesbadener Arzt Moritz Cohn und Helene (1858–1943), verheiratet mit dem Juristen Max Aronheim. 1871 hatte Oppenheimer das Grundstück Hohetorwall 14, Ecke Sonnenstraße erworben, auf dem er eine Villa für sich und seine Familie errichten ließ. Das Gebäude wurde im Zweiten Weltkrieg zerstört. Heute befindet sich dort ein Neubau.
Die Familien Oppenheimer und Aronheim werden des Öfteren in den Lebenserinnerungen der in Braunschweig geborenen Schriftstellerin Ricarda Huch erwähnt, die als Kind Hohetorwall 11 (damals noch Hohetorpromenade) in unmittelbarer Nähe zu den Oppenheimers wohnte.